# Старчак Іван Георгійович
Іва́н Гео́ргійович Старча́к (1905—1981) — полковник РА, фронтовий розвідник, командир диверсійно-розвідувального загону, заслужений майстер спорту СРСР.

## З життєпису
Народився 1905 року, місцем народження вказується село Олександрівка сучасного Кременчуцького району. 1907 року його батька «розжалували», сім'ю визначили на поселення в Забайкалля — у прикордонний Троїцькосавськ (сучасне місто Кяхта). 1915 року батька забрали на фронт Першої світової війни. Мама була змушена виховувати чотирьох дітей сама. 1920 року Іван вступає в комсомол та відразу стає червоноармійцем — вирушає на фронт громадянської війни, брав участь у вибитті білогвардійців із Кяхти, у боях із загоном барона Унгерна зазнав поранення. Того ж року поступив до школи військових розвідників — у місті Владивосток.
Кінцем 1920-х створив у місті комсомольський відділок, очолював «чонівців», також виступав у місцевому театрів. 1925 року переміг на першому республіканському святі фізичної культури. Після закінчення навчання в школі військової розвідки командував взводом кінної розвідки — в горах Хінгану, Сіхоте-Алінь, на островах в Японському морі.
1931 року вступає до Оренбурзького військового училища ім. Ворошилова, клас важкого бомбардування. По тому навчався на курсах льотчиків у Єйську. Служив у військовому з'єднанні в Західному Сибіру, де всерйоз зайнявся парашутизмом. Випробовував нові типи парашутів, першим у світі здійснив стрибок з літака, що зайшов у штопор, здійснював затяжні стрибки з малих висот.
Першим в СРСР здійснив 1000 стрибків з парашутом — 21 червня 1941 року, загалом на його рахунку 1096 стрибків.
В часі війни воював у складі Західного фронту, начальник парашутно-десантної служби. Загалом за час війни здійснив 122 вильоти та 12 рейдів в тил ворога у складі нічних бомбардувальників.
В жовтні 1941 року майор Старчак із загоном парашутистів прикривав фронт від наступу нацистів на ділянці Юхново — Подольськ. Згідно радянських даних, з 430 десантників живими лишилося 29. Згодом загін під його орудою займався диверсійними діями в тилу. Під час одного рейду кілька годин провів зимою у воді та відморозив ноги, однак лікар врятував частину кісток ноги. І вже через місяць після операції здійснив стрибок з парашутом. Німецько-радянську війну закінчив у Берліні.
По закінченні війни перебував у складі спецгруп НКВС, займався переслідуванням повстанців на теренах Західної України. По тому проходив службу у прикордонних військах. Після автомобільної аварії в 1952 році йде у відставку, однак парашутного спорту не покинув.

### Нагороди
- 2 ордени Леніна
- 4 ордени Червоного Прапора
- 2 ордени Вітчизняної війни
- орден Червоного Прапора
- заслужений майстер спорту СРСР (1949)
- медаль «За оборону Москви»
- почесний ветеран повітрянодесантних військ СРСР
- почесний громадянин міста Кяхта
- почесний громадянин міста Юхново.